# Várzea Cova
Várzea Cova ist ein Ort und eine ehemalige Gemeinde (Freguesia) im Norden Portugals.
Várzea Cova gehört zum Kreis Fafe im Distrikt Braga. Die Gemeinde hatte eine Fläche von 11,9 km² und 354 Einwohner (Stand 30. Juni 2011).
Am 29. September 2013 wurden die Gemeinden Várzea Cova und Moreira do Rei zur neuen Gemeinde União das Freguesias de Moreira do Rei e Várzea Cova zusammengeschlossen.